# Buszynko Drugie
Buszynko Thuốc [buˈʂɨnkɔ ˈdruɡʲɛ] là một khu định cư ở khu hành chính của Gmina Bobolice, thuộc hạt Koszalin, West Pomeranian Voivodeship, ở phía tây bắc Ba Lan. Nó nằm khoảng 4 kilômét (2 mi) về phía đông bắc của Bobolice, 38 km (24 mi) về phía đông nam Koszalin và 149 km (93 mi) về phía đông bắc của thủ đô khu vực Szczecin.
Trước năm 1945, khu vực này là một phần của Đức. Đối với lịch sử của khu vực, xem Lịch sử của Pomerania.